# Norman Ascot
Norman Ascot (* 18. Juni 1941 in Berlin, eigentlich Wolfgang Pliverits) ist ein deutscher Sänger, Komponist und Musikproduzent. Bekannt wurde er zuerst als Gründungsmitglied der Gruppe Sunday und 1978 als Produzent der Gruppe The Teens.

## Leben
Ascot erlernte nach der Schule den Beruf des Großhandelskaufmanns und machte nebenbei Musik. Die Begeisterung für die Musik teilten schon seine Eltern mit ihm: seine Mutter war Opernsängerin, sein Vater Musikpädagoge. 1963 gründete Ascot seine erste Musikgruppe, die "Gents", und 1965 die "Singing Strings". 1963 nahm er auch als Sänger unter dem Pseudonym "Tom Schütt" seine erste Single "Annabell" auf. Ascot lebt in Falkensee.

## Auszeichnungen
Norman Ascot hat in seiner bisher 45-jährigen Karriere eine Reihe von Auszeichnungen erhalten. Unter anderem erhielt er zusammen mit Roland Kaiser 1986 die Goldene + Platin-Schallplatte für die LP "Dich zu lieben" mit dem Titel "Sieben Fässer Wein", mit Roger Whittaker und Silvia Gehrke die Goldene Schallplatte 1991 für den Titel "Sieben Jahre, sieben Meere". Außerdem belegte er 1991 beim deutschen Komponistenwettbewerb mit dem Titel "Ich bin kein Dichter, kein Poet" für bzw. mit Tom Astor den dritten Platz.

## Diskografie
- 1963: Annabell (als Tom Schütt)
- 1967: Sehnsucht die nie vergeht
- 1969: So verliebt
- 1969: Die Nummer 1 In Meinem Leben
- 1970: Schön, Daß Du Bei Mir Bist
- 1972: So Verliebt
- 1974: Jeder Tag mit Dir ist schön
- 1974: Schön das Du bei mir bist
- 1975: Lieben ist schön
- 1975: Hallo Susann
- 1975: Womit Hab' Ich Das Verdient
- 1976: Trink Erst Mal 'Nen Schnaps

1978–1980 Mitglied der Gruppe Sunday (zeitweise auch Produzent), danach nur noch Produzent und Autor

## Kompositionen
Roland Kaiser:
- Sieben Fässer Wein
- Wohin gehst du?
- Du gehst mir unter die Haut
- Hey John
- Weil ich glaube
- Wenn Du gehst

Roger Whittaker:
- Sieben Jahre, sieben Meere (Musik u. Text gemeinsam m. Silvia Gehrke)
- Sarah (Musik u. Text gemeinsam m. Silvia Gehrke)

Tom Astor:
- Ich bin kein Dichter, kein Poet (Musik u. Text gemeinsam m. Silvia Gehrke)
- Das war unsre Zeit (Musik u. Text gemeinsam m. Silvia Gehrke)
- Den Kindern gehts gut und der Hund ist gesund

Gunter Gabriel:
- Ich bin CB-Funker
- Heut ist nicht mein Tag
- Leg mir doch nicht immer Steine in den Weg

The Teens:
- Gimme Gimme Gimme Gimme Gimme Your Love und andere
- insgesamt 10 Singles + 6 LPs als Songwriter und Producer

Western Union: Produzent und Autor:
- Ich möcht so gerne mal nach Nashville
- Bärenstark etc. (Produzent)
- Der liebe Gott, der muss ein Cowboy sein (Co-Autor)
- Liebe ist
- Es gibt immer einen Weg (gemeinsam mit Silvia Gehrke)

Peter Petrel: Produzent u. Autor von 2 Lps (1 LP gemeinsam mit Western Union)
- Ich bin viel zu bescheiden (Produzent)
- Heut nacht hab ich Whisky (Autor)
- Sonntag früh (Autor)
- Rock 'N' Roll ist auch nicht mehr das... (Autor)
- Bouletten mit Senf (Autor)

Frank Zander:
- Safari
- Co-Produktion u. Komposition mit Frank Zander: Frank Fender (Instrumental)
- Co-Produktion u. Komposition mit Frank Zander: Terry Explosion

Bernhard Brink:
- Dann sag ja

Tina York: Produzent u. Autor von 3 Singles
Peter Ehrlicher: insgesamt 12 Titel (1 Album)
Tina Rainford: als Co-Autor mit Tina Rainford 3 Songs
Bert Beel: Autor und Produzent von 2 Singles
Gaby Baginsky:
- Verzeih mein Freund (Text u. Musik gemeinsam m. Silvia Gehrke)

Norman Ascot Soundset: 2 Instrumental CDs - California Sunrise + Twilight
Roy Black:
- Frühling mir dir

Außerdem Kompositionen für: Olivia Winter, Bonnie St. Claire, Greyhounds, Zillertaler Jodlertrio, Elke Best, Uwe Jensen und viele andere.